# Луј Монбрен
Луј-Пјер Монбрен (фр. Louis Pierre de Montbrun; Флоренсак, 1. март 1770 — 7. септембар 1812) је био француски коњички генерал.

## Каријера
У бици код Аустерлица 1805. године истакао се као командант коњичког пука и постао генерал. У ратовима 1806-1807. стекао је глас једног од најхрабријих генерала француске коњице. У Шпанији 1808. године је на челу пољске лаке коњице. Заузима јуришем превој Сомосијера. Следеће године истиче се у Аустрији, у бици код Егмила. Потом командује коњицом у саставу Масенине армије која 1810. године упада у Португалију. Погинуо је у Наполеоновом походу на Русију, у Бородинској бици, на челу 2. коњичког корпуса, при јуришу на утврђење "Батерија Рајевског".